# Cees Lute
Cornelis Wijnand (Cees) Lute (Castricum, 13 maart 1941 – Alkmaar, 9 oktober 2022) was een Nederlands wielrenner die in de periode 1961-1968 als professional actief was.

## Overwinningen
1959
- Dwars door Gendringen

1960
- Omloop van de Kempen (Nederland)
- 5e etappe Olympia's Tour

1961
- 5e en 6e etappe Olympia's Tour
- Dwars door Gendringen

1962
- Omloop van de Kempen

1964
- Ronde van Kruiningen
- Ronde van Ulvenhout
- 19e etappe van de Ronde van Italië

1965
- 4e etappe Vierdaagse van Duinkerke
- Acht van Chaam
- Ronde van Kortenhoef

## Resultaten in voornaamste wedstrijden
| Jaar | Ronde van Italië | Ronde van Frankrijk | Ronde van Spanje |
| ---- | ---------------- | ------------------- | ---------------- |
| 1964 | 41e (1)          |                     |                  |
| 1965 |                  | 67e                 |                  |
| 1966 |                  |                     |                  |
| 1967 | opgave           |                     | opgave           |

| Jaar | Milaan-San Remo | Gent-Wevelgem | Parijs-Roubaix | Amstel Gold Race | Luik-Bast.‑Luik | Waalse Pijl | Brussels Cycling Classic |  | WK op de weg |
| ---- | --------------- | ------------- | -------------- | ---------------- | --------------- | ----------- | ------------------------ |  | ------------ |
| 1964 |                 |               | 56e            |                  |                 | 12e         |                          |  |              |
| 1965 |                 |               | 15e            |                  | 20e             |             | 10e                      |  | 46e          |
| 1966 |                 | 43e           |                | 16e              |                 |             |                          |  |              |
| 1967 | 94e             |               |                | ↑                |                 |             |                          |  |              |